# Catedral de San Esteban (Hvar)
La Catedral de San Esteban o simplemente Catedral de Hvar (en croata: Katedrala Svetog Stjepana) es una catedral católica en la ciudad de Hvar, en la isla de Hvar, en el condado de Dalmacia, Croacia.
El edificio más impresionante de Hvar es sin duda la catedral de San Esteban, de pie en el lado oriental de la plaza del pueblo, en el extremo más alejado de la Pjaca, en el que dos partes de la ciudad se encuentran. Fue construida en el sitio de una iglesia paleocristiana del siglo VI y un posterior convento benedictino dedicada a Santa María. Es la catedral de la diócesis de Hvar.
La capilla de la catedral de hoy son los restos de una iglesia gótica del siglo XIV. Su púlpito del siglo XV, los polípticos de piedra de San Lucas y La flagelación de Cristo, así como el crucifijo gótico, todos se han conservado. San Esteban es una iglesia de tres naves más bien sencilla, con un bonito campanario del siglo XVII y es una síntesis armoniosa de estilos renacentistas, barrocos manieristas tan típicos de la arquitectura dálmata de los siglos XV y XVI.

## Véase también

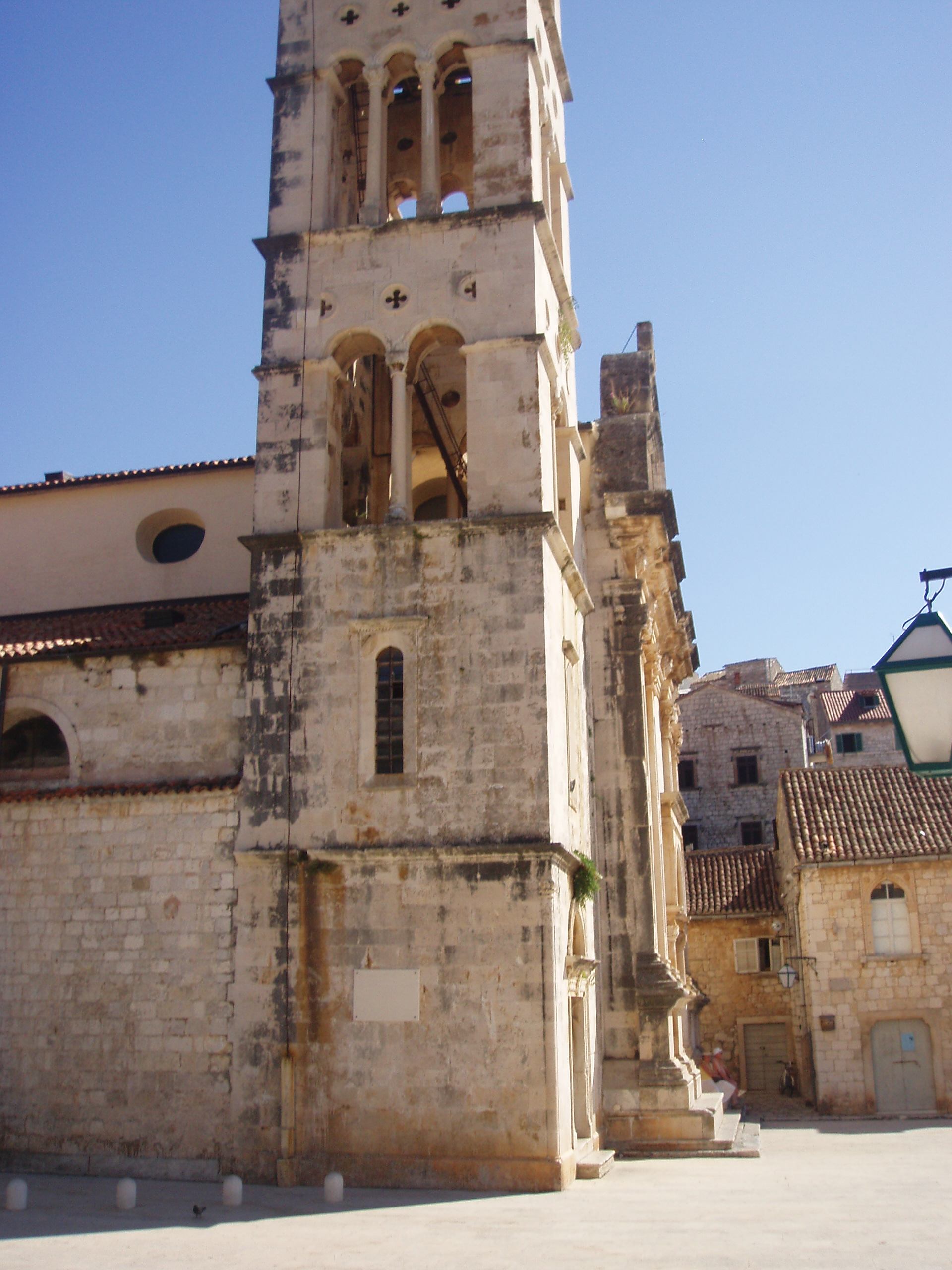
Vista de la Torre